# Décimo Junio Silano Torcuato
Décimo Junio Silano Torcuato (16-64) fue un senador y cónsul romano en el año 53  miembro de la gens Junia, una familia noble de la antigua Roma.

## Familia
Por su madre, Emilia Lépida, era descendiente del emperador Augusto, de Marco Vipsanio Agripa y del triunviro Lépido. Su padre era Marco Junio Silano Torcuato, un miembro de la familia de los Junios Silanos.

## Carrera política
Ambicioso y a la vez muy limitado, pródigo y frívolo, hacía excesiva exhibición de riqueza e ilustración y, entre otras excentricidades, dio a sus siervos los títulos reservados para los funcionarios del emperador en el palacio. Así, se rodeó de un lujo suntuoso para la época. Décimo fue obligado a morir porque se jactaba de tener al dios Augusto como tatarabuelo. Se abrió las venas para evitar la condena del emperador Nerón.